# مارک اسمیت (بازیکن فوتبال، زاده ۱۹۶۰)
مارک اسمیت (انگلیسی: Mark Smith; ۲۱ مارس ۱۹۶۰ – ) بازیکن فوتبال اهل بریتانیا بود.
از باشگاه‌هایی که در آن بازی کرده‌است می‌توان به باشگاه فوتبال چسترفیلد، باشگاه فوتبال شفیلد ونزدی، باشگاه فوتبال نوتس کانتی، باشگاه فوتبال پورت ویل، باشگاه فوتبال لینکولن سیتی، باشگاه فوتبال بارنزلی، باشگاه فوتبال هادرزفیلد تاون، باشگاه فوتبال پلیموث آرگیل اشاره کرد.
وی همچنین در تیم ملی فوتبال زیر ۲۱ سال انگلستان بازی کرده‌است.